# ريتشي موران
ريتشي موران (بالإنجليزية: Richie Moran)‏ (9 سبتمبر 1963 بلندن في المملكة المتحدة - ) هو لاعب كرة قدم بريطاني في مركز الهجوم. لعب مع برمنغهام سيتي وشونان بلمار ونادي كيترينغ تاون وهافانت أند ووترلوفيل وBashley F.C. ‏ ونادي فارم تاون وGosport Borough F.C. ‏ وWaterlooville F.C. ‏.